# Alexander Alvaro
Alexander Nuno Alvaro, né le 26 mai 1975 à Bonn, est un homme politique allemand et portugais, membre du Parti libéral-démocrate (FDP). 

## Biographie
Lors des élections de 2004, il est élu député européen et réélu en 2009. En janvier 2012, il est élu vice-président du Parlement européen, fonction qu'il conserve jusqu'en 2014, date à laquelle il ne se représente pas.